# Estratonicea
Estratonicea (Stratonicea o Stratoniceia, Στρατονίκεια o Στρατονίκη) fue una de las principales ciudades de Caria al sudoeste de Milasa. La fundó Antíoco I Sóter (posiblemente en el lugar de la antigua Idrias, aunque Pausanias la identifica con la ciudad que anteriormente se había llamado Crisaóride) y le dio el nombre de su mujer Estratónice (que antes fue la mujer de su padre Seleuco I Nicátor). Hacia el 193 a. C. fue cedida a Rodas.
Mitrídates VI Eupator vivió un tiempo retirado en esta ciudad y allí se casó con la hija de uno de sus principales ciudadanos. Un tiempo después fue asediada por Labieno al mando de los partos y ofreció una fuerte resistencia que fue agradecida por el Senado romano.
Adriano protegió la ciudad y la rebautizó como Adrianópolis, pero este nombre no se impuso. Plinio el Viejo la menciona como ciudad libre. Cerca de la ciudad estaba el templo de Zeus Crisaoreo, en el que las ciudades confederadas de Caria hacían sus reuniones por lo que la alianza se llamaba liga de los crisaoreos. Estratonicea era parte de la confederación, puesto que aunque era una ciudad griega y no caria, dentro de su territorio había algunas pequeñas aldeas de población caria. Había otro famoso templo en su territorio: el de Hécate de Lagina.
Allí nació Menipo, un destacado orador.
Es la moderna Eskihissar. Quedan algunos restos de la antigua ciudad, fragmentos de mármol, columnas, un teatro y su proscenio, arcos, pedestales de estatuas, y restos de las murallas.